# Osumilite-(Mg)
L'osumilite-(Mg) (simbolo IMA: Osm-Mg) è un minerale raro della famiglia dei ciclosilicati appartenente al gruppo della milarite con la composizione chimica semplificata KMg2Al3Si10Al2O30.

## Etimologia e storia
Le prime osumiliti scoperte nel 1953 contenevano circa la stessa quantità sia di magnesio che di ferro e negli anni successivi, osumiliti ricche di magnesio furono scoperte in numerose magmatiti e nelle rocce secondarie metamorficamente alterate adiacenti, nonché in granuliti metamorfiche.
Nel 1962, le prime indagini sperimentali sulla stabilità della osumilite-(Mg) portarono alla conclusione che le osumiliti-(Mg) pure non erano stabili nelle condizioni sperimentali e che le osumiliti naturali trovate potevano essersi formati metastabilmente.
Nel 1973, Chinner e Dixon descrissero l'osumilite K-Mg quasi priva di ferro proveniente dalle rocce al contatto con la dolerite. Suggerirono il nome osumilite-(K,Mg), ma non fu mai ufficialmente riconosciuto come nome del minerale.
Nel 2008, Seryotkin et al. hanno anche studiato le osumiliti di Mg quasi pure, che si sono formate durante l'incendio del cumulo di scorie di una miniera di carbone negli Urali meridionali. Poiché le sostanze che si formano negli incendi delle miniere non soddisfano la definizione di minerale, la presente relazione non ha portato al riconoscimento dell'osumilite-(Mg) come minerale.
Nel 2009 Chukanov e collaboratori hanno fornito una caratterizzazione chimica e strutturale completa di un osumilite-(Mg) di origine naturale, uno xenolite di gneiss proveniente dall'Ettringer Bellerberg nella regione dell'Eifel, in Germania, che ha portato al riconoscimento dell'osumilite (Mg) come nome minerale da parte della Commission on New Minerals, Nomenclature and Classification (CNMNC) dell'Associazione Mineralogica Internazionale (IMA).
Il campione tipo del minerale è conservato presso il National Museum of Natural History a Washington, con i numeri di catalogo 128117 e 137452.

## Classificazione
Nell'obsoleta, ma in parte ancora in uso, 8ª edizione della sistematica minerale secondo Strunz, l'osumilite-(Mg) insieme ad almarudite, armenite, berezanskite, brannockite, chayesite, darapiosite, dusmatovite, emeleusite, faizievite, merrihueite, oftedalite, osumilite, poudretteite, roedderite, shibkovite, sogdianite, sugilite, trattnerite e yagiite si trova nella classe dei "Ciclosilicati" nel "gruppo della milarite-osumilite" con il sistema nº VIII/E.22.
La 9ª edizione della sistematica minerale di Strunz, valida dal 2001 e utilizzata dall'Associazione Mineralogica Internazionale (IMA), classifica l'osumilite (Mg) nella categoria "9.C Ciclosilicati"; questa è ulteriormente suddivisa in base alla struttura degli anelli, in modo che il minerale possa essere trovato nella sottoclasse "9.CM [Si6O18]12- anelli doppi con 6 membri (sei doppi anelli)" in base alla sua struttura. Insieme ad almarudite, armenite, berezanskite, brannockite, chayesite, eifelite, darapiosite, dusmatovite, friedrichbeckeite, klöchite, merrihueite, milarite, oftedalite, osumilite, poudretteite, roedderite, shibkovite, sogdianite, sugilite, trattnerite e yagiite forma il "gruppo della milarite" con il sistema nº 9.CM.05.
Anche la classificazione Dana dei minerali, che viene utilizzata principalmente nel mondo anglosassone, classifica l'osumilite-(Mg) nella classe dei "silicati e germanati" e da lì nella già più finemente suddivisa sottoclasse dei "ciclosilicati: anelli condensati". Qui è nel "gruppo della milarite-osumilite" con il sistema nº 63.02.01a all'interno della sottosezione "Ciclosilicati: anelli condensati a 6 membri".

## Chimica
L'osumilite-(Mg) è l'analogo del magnesio dell'osumilite e la composizione misurata dalla località tipo è:
- {\displaystyle \mathrm {^{[C]}(K_{0,72}Na_{0,03}Ca_{0,01})^{[A]}(Mg_{1,97}Mn_{0,04})^{[T2]}(Al_{2,53}Fe_{0,45}^{3+})^{[T1]}[Si_{0,32}Al_{1,68}]O_{30}} }

dove la posizione nella struttura cristallina è indicata in apice, parentesi quadre.
Il magnesio in posizione A può essere completamente sostituito da Fe2+ e l'osumilite-(Mg) forma una serie di cristalli misti senza interruzioni con l'osumilite.
I livelli di potassio di tutte le osumiliti naturali sono ben al di sotto del valore ideale di 1 potassio per unità di formula. Ciò è compensato dalla sostituzione di Mg/Fe con alluminio e di alluminio nei doppi anelli esagonali con silicio, corrispondente alle seguenti sostituzioni accoppiate:
- {\displaystyle {\ce {^{[C]}K+\,+\,[A]Mg^{2+}=^{[C]}\Box \,+\,^{[A]}Al^{3+}}}}
- {\displaystyle \mathrm {^{[C]}K+\,+\,^{[T1]}Al^{3+}=^{[C]}\Box \,+\,^{[T1]}Si^{4+}} }

Entrambe le reazioni di scambio avvengono insieme in un rapporto di 3:1 e un'ipotetica osumilita-(□,Mg) priva di potassio (K) avrebbe la composizione:
- {\displaystyle \mathrm {\Box \Box _{2}(Mg_{1,65}Al_{0,35})Al_{3}(Si_{10,4}Al_{1,6})O_{30}} }

## Abito cristallino
L'osumilite-(Mg) cristallizza nel sistema esagonale nel gruppo spaziale P6/mcc (gruppo nº 192) con i parametri del reticolo a = 10,0959 Å e c = 14,3282 Å così come due unità di formula per cella unitaria.
L'osumilite-(Mg) è l'isotipo della milarite, il che significa che cristallizza con la stessa struttura della milarite. La posizione C coordinata 12 volte non è completamente occupata dal potassio (K+). La posizione B coordinata a 9 vie è vuota. Il magnesio (Mg2+) e piccole quantità di manganese (Mn2+) riempiono la posizione A coordinata 6 volte e la posizione T2 coordinata tetraedrica contiene i cationi trivalenti alluminio (Al3+) e ferro (Fe3+). La posizione T1, che costruisce i 6 doppi anelli, contiene 10 silicio (Si4+) e 2 alluminio Al3+.

## Origine e giacitura
L'osumilite-(Mg) si forma ad alte temperature intorno ai 900 °C e si trova in rocce ricche di silicati che sono state sovrastampate metamorficamente vicino alla superficie da magmi caldi ricchi di alcali (metamorfismo di contatto) o metamorficamente nelle condizioni della crosta terrestre inferiore (granuliti).

### In condizioni di stabilità
L'osumilite-(Mg) si forma solo ad alte temperature superiori a 750 °C. In presenza di acqua, l'osumilite-(Mg) è stabile solo a pressioni inferiori a 1 kbar e temperature comprese tra 765 e 800 °C. Queste sono le condizioni che si verificano nelle vulcaniti vicino alla superficie terrestre e la metamorfosi di contatto che vi avviene. Con l'aumentare delle temperature, l'osumilite-(Mg) si forma dalla reazione di cordierite + K-feldspato + flogopite + quarzo. Ad alte temperature a partire da 800 °C, l'osumilite-(Mg) viene estratta in cordierite + K-feldspato + flogopite + fuso.
Le condizioni di essiccazione, ad esempio a causa della diluizione dell'acqua in fase gassosa da parte dell'anidride carbonica o della completa assenza di una fase gassosa, portano ad un'espansione dell'intervallo di stabilità dell'osumilite-(Mg) a temperature più alte e leggermente più basse e, soprattutto, a pressioni più elevate fino a ~12 kbar. Queste sono condizioni che si verificano nelle granuliti anidre nella crosta inferiore della Terra a ~30-35 km di profondità. A stampe superiori a 12 kbar, l'osumilite-(Mg) reagisce tra 950 e 1100 °C per formare cordierite + enstatite + K-feldspato + quarzo o saffirina + enstatite + K-feldspato + quarzo.
Questo è l'intervallo di stabilità massimo dell'osumilite-(Mg) pura. Le osumiliti naturali contengono sempre ferro, che riduce la loro pressione superiore e la stabilità della temperatura. Anche altri minerali nella roccia possono reagire con l'osumilite e portare a una degradazione dell'osumilite nella roccia entro l'intervallo di stabilità dell'osumilite-(Mg) pura.

### Metamorfismo di contatto: rocce del corno in facies sanidinitica
A basse pressioni vicino alla superficie terrestre, le osumiliti ricche di magnesio formano un contatto metamorfico nei sedimenti o nelle inclusioni rocciose estranee (xenoliti) nei fusi ignei a temperature intorno ai 900 °C in presenza di una fase di vapore ricca di acqua. Le alte temperature necessarie per la formazione dell'osumilite sono raggiunte solo da fusioni basiche povere di silicio, ad esempio le fusioni di basalto. Condizioni ossidanti come quelle indicate dalla presenza di ematite (Fe3+2O3) favoriscono la formazione di osumiliti molto ricche di magnesio.
Già nel 1973, 38 anni prima che l'osumilite-(Mg) fosse riconosciuta come minerale a sé stante, l'osumilite ricca di magnesio è stata descritta in un'arenaria di Tieveragh, nella contea di Antrim, nell'Irlanda del Nord, che è stata metamorficamente alterata al contatto con un'olivina-dolerite. L'osumilite-(Mg) si trova qui con tridimite, enstatite, cordierite, feldspato, ematite e magnetite.
La presenza di osumilite ricca di magnesio è ben documentata in diversi siti nell'Eifel vulcanico, (Renania-Palatinato, Germania). Di solito si verifica qui come precipitazione da una fase gassosa nelle druse di inclusioni rocciose secondarie metamorficamente alterate per contatto in magmi basaltici.
Uno dei giacimenti, la cava sull'Ettringer Bellerberg, vicino a Mayen, nella regione del Laacher See dell'Eifel, è la località tipo dell'osumilite-(Mg). Si trova qui con fluoro-flogopite, sanidino, cordierite, mullite, sillimanite, topazio, pseudobrookite ed ematite.
A Terranova, dell'osumilite-(Mg) insolitamente rosa è stata trovata nell'aureola di contatto di un plutone-anortosite. I minerali che lo accompagnano sono quarzo, iperstene, K-feldspato, cordierite, plagioclasio, grafite e pirrotite. La pressione stimata per questo deposito di circa 5 kbar (700-900 °C).

### Pirometamorfismo: clinker metapelitici
Negli incendi nelle discariche di carbone, l'osumilite-(Mg) si forma a una pressione di un bar e temperature comprese tra 870 °C e 1000 °C in assenza di ossigeno nelle zone più profonde dei cumuli di scorie in fiamme.
I cumuli di scorie dell'estrazione del carbone nel bacino carbonifero di Čeljabinsk negli Urali meridionali, in Russia sono stati ben studiati. I clinker così formati contengono osumilite-(Mg) insieme a feldspato K-Na, tridimite, mullite, grafite, carbonio amorfo e, in misura minore, corindone, ferro metallico, pirrotina, schreibersite (Fe3P) e cohenite (Fe3C). Questa paragenesi, in particolare la presenza di schreibersite, suggerisce condizioni estremamente povere di ossigeno che sono più simili a quelle trovate nei meteoriti di ferro. Altri minerali del gruppo della milarite sono stati precedentemente trovati in tali meteoriti, ad esempio la roedderite nel meteorite Indarch.

### Metamorfismo regionale: granuliti pelitiche
Un'altra presenza di osumilite-(Mg) sono sedimenti contenenti quarzo che sono stati metamorficamente alterati nelle condizioni della crosta terrestre inferiore a temperature molto elevate (800-1000 °C, 7-12 kbar). La presenza di osumilite in queste rocce indica una pressione parziale di acqua molto bassa, cioè condizioni molto secche. A contenuti d'acqua più elevati, l'osumilite-(Mg) è sostituita dalla paragenesi contenente cordierite.
Nel complesso tardo arcaico di Napier, nella Terra di Enderby in Antartide, l'osumilite-(Mg) si trova in granuliti con vari minerali di accompagnamento:
- osumilite, granato, sillimanite ± spinello, quarzo, plagioclasio
- osumilite, saffirina, sillimanite, quarzo, plagioclasio
- osumilite, ortopirosseno, granato, sillimanite, quarzo, plagioclasio
- osumilite, ortopirosseno, biotite, quarzo, plagioclasio.

Le condizioni di formazione sono stimate a 900-980 °C e 7-10 kbar.
Granuliti ricche di alluminio-magnesio comparabili si trovano, ad esempio, anche nella regione di Khanfou (Tekhamalt, a Ouzzal, Ahaggar, in Algeria). L'osumilite-(Mg) si trova qui insieme a saffirina, biotite, ortopirosseno e sillimanite. Anche in questo caso si presume la formazione in assenza di acqua a 8,5-9 kbar e 930-980 °C. Retrograda, cioè durante il raffreddamento delle rocce durante l'ascesa, l'osumilite è stata parzialmente estratta in cordierite, ortopirosseno, K-feldspato e quarzo.
In Italia il minerale è stato rinvenuto a Ercolano (in Campania) e a Vetralla (nel Lazio).

## Forma in cui si presenta in natura
L'osumilite-(Mg) sviluppa cristalli azzurri o brunastri, placcati a sei facce o prismatici corti di dimensioni inferiori a un millimetro.